# Сузи, Хели
Хели Сузи (эст. Heli Susi, 14 ноября 1929 — 8 июня 2020) — преподавательница немецкого языка, переводчица.

## Биография
Дочь Арнольда Сузи, министра просвещения в правительстве Отто Тиифа.
В 1949 году студенткой сослана в Хакасию, где находилась до 1958 года.
Солженицын упоминает её в «Архипелаге ГУЛАГ» в главе о ссылке:

В 1952 году маленькая хрупкая Xели Сузи не пошла в сильный мороз на работу потому, что у неё не было валенок. За это начальник деревообрабатывающей артели отправил её на 3 месяца на лесоповал — без валенок же. Она же в месяцы перед родами просила дать ей легче работу, не брёвна подтаскивать, ей ответили: не хочешь — увольняйся. А тёмная врачиха на месяц ошиблась в сроках её беременности и отпустила в декретный за два-три дня до родов. Там, в тайге с МВД, много не поспоришь.
Была замужем за художником Олевом Субби, их сын Юхан Субби — физик. Окончила Тартуский университет, преподавала немецкий язык в Таллинской консерватории.

## Свидетель Архипелага
А. И. Солженицын включил Хели Сузи в число 257 «свидетелей Архипелага», «чьи рассказы, письма, мемуары и поправки использованы при создании этой книги». Послесловие к книге он заканчивает словами «Полный список тех, без кого б эта книга не написалась, передалась, не сохранилась, — ещё время не пришло доверить бумаге. Знают они сами. Кланяюсь им». Позднее Солженицын, назвав своих тайных помощников «Невидимками», посвятил им 5-е добавление к «Бодался телёнок с дубом».
Отец Хели познакомился со Солженицыным в Бутырской тюрьме. Когда родители Хели Сузи вернулись в Эстонию, им не разрешили жить в Таллине, Тарту и в других городах. Их приютила Марта Порт на своём хуторе Копли-Мярди (эст. Kopli-Märdi, у села Vasula) в 12 км от Тарту. После публикации «Одного дня Ивана Денисовича» Арнольд Сузи и Солженицын снова нашли друг друга. В сентябре 1965 года, когда КГБ захватил значительную часть архива Солженицына, незаконченная рукопись «Архипелага ГУЛАГ» была тайно вывезена Георгием Тэнно в Эстонию. Арнольд Сузи пригласил Солженицына в Копли-Мярди. Там в течение двух зим — 1965-1966-го и 1966-1967-го годов — был дописан «Архипелаг ГУЛАГ» 70 авторских листов за 65 дней в первую зиму, 81 — во вторую.
Хели Сузи на лыжах привозила в рюкзаке продукты из города для Александра Исаевича. Члены семьи Сузи в целях конспирации рассказывали соседям, что поселившийся на хуторе московский профессор пишет диссертацию. Хели была и хранителем рукописей Солженицына, прятали их в самых разных местах: на даче Сузи на берегу речки Ахья, в шкафу среди белья у медсестры Эне Арминен, в подвале дома на Александри, дом 3 в Тарту, где жили Сузи, наконец, на хуторе бывшего зэка Лембита Аасало, в 80 км от Пярну.

## Семья
- Старший брат — Хейно Сузи (1925, Таллин — 1987 Ambler, Пенсильвания) — писатель и биохимик.
- Младший брат — Арно Сузи (1928—1993), был экономистом, доцентом Тартуского университета.

## Награды
- 2011 — Орден Государственного герба 4 степени.

## Память
В 2019 году Министерство юстиции Эстонии учредило Премию миссии Хели и Арнольда Сузи за мужество высказывания, которая «присуждается лицам, которые осмелились использовать силу своих слов для защиты демократических ценностей и прав человека».